# Алгома (Висконсин)
Алгома (енгл. Algoma) град је у америчкој савезној држави Висконсин.

## Демографија
По попису из 2010. године број становника је 3.167, што је 190 (-5,7%) становника мање него 2000. године.
| Група             | 2000.         | 2010.         |
| Белци             | 3.295 (98,2%) | 2.992 (94,5%) |
| Афроамериканци    | 3 (0,1%)      | 27 (0,9%)     |
| Азијати           | 2 (0,1%)      | 8 (0,3%)      |
| Хиспаноамериканци | 33 (1,0%)     | 91 (2,9%)     |
| Укупно            | 3.357         | 3.167         |